# Ormosia furibunda
Ormosia furibunda là một loài ruồi trong họ Limoniidae. Chúng phân bố ở miền Tân bắc.